# Čon Ki-jong
Čon Ki-jong (korejsky 전기영), (* 11. červenec 1973 Čchongdžu, Jižní Korea) je bývalý reprezentant Jižní Koreje v judu. Je majitelem zlaté olympijské medaile.

## Výsledky
| Turnaj            | 1993       | 1994       | 1995         | 1996         | 1997         |
| Turnaj            | 20         | 21         | 22           | 23           | 24           |
| Turnaj            | plstřd. v. | plstřd. v. | střední váha | střední váha | střední váha |
| ----------------- | ---------- | ---------- | ------------ | ------------ | ------------ |
| Olympijské hry    | -          | -          | -            | 1.           | -            |
| Mistrovství světa | 1.         | -          | 1.           | -            | 1.           |
| Mistrovství Asie  | dns        | -          | 1.           | 3.           | dns          |

## Podrobnější výsledky

### Olympijské hry
| Rok      | Kategorie    |  | 1/64      | 1/32                        | 1/16                         | čtvrtfinále                        | semifinále                     | finále                            |
| -------- | ------------ |  | --------- | --------------------------- | ---------------------------- | ---------------------------------- | ------------------------------ | --------------------------------- |
| LOH 1996 | střední váha |  | volný los | výhra - (yus) Mark Huizinga | výhra - 0:30/uma Serge Abolo | výhra - 1:39/son Yosvani Despaigne | výhra - 3:55/uma Marko Spittka | výhra - 4:11/son Armen Bagdasarov |

### Mistrovství světa
| Rok     | Kategorie        |  | 1/64      | 1/32                | 1/16                     | čtvrtfinále                             | semifinále                             | finále                               |
| ------- | ---------------- |  | --------- | ------------------- | ------------------------ | --------------------------------------- | -------------------------------------- | ------------------------------------ |
| MS 1993 | polostřední váha |  | volný los | výhra Gastón García | výhra Jason Morris       | výhra x:xx/son José Figueroa            | výhra Darcel Yandzi                    | výhra Hidehiko Jošida                |
| MS 1995 | střední váha     |  | volný los | výhra- Péter Toncs  | výhra - Miloslav Jocović | výhra - 0:09/son Algimantas Merkevičius | výhra - 4:57/son Nicolas Gill          | výhra - 2:46/son+osg Hidehiko Jošida |
| MS 1997 | střední váha     |  | volný los | výhra Andre Akuri   | výhra Keith Morgan       | výhra Vicbart Geraldino                 | výhra - waz/son Algimantas Merkevičius | výhra - waz/shi Marko Spittka        |

## Sportovní kariéra

### Úspěchy
Čon byl fenomenální zápasník v judu. Byl kandidátem na zlatou medaili v každém turnaji, do kterého nastoupil. Má na svém kontě desítky turnajových titulů.

### Zajímavosti
- Tokui-waza: morote (drop) seoi-nage
- Styl: fyzický, útočný, mentální

Jeho judo se vyznačovalo strojově přesnou technikou seoi-nage. Z důvodu ztráty motivace, ukončení vysoké školy a chronickým zdravotním problémům vydržel na vrcholové úrovni bojovat pouze pět let.
V roce 1994 měl problémy s váhou, proto přišel o účast na Asijských hrách - pro asiaty prestižní podnik. V roce 1995 zlomil zápas s Kanaďanem Gillem až v posledních sekundách, když 30s před koncem prohrával na wazari.

### Rivalové
- Jun Tong-sik
- Hidehiko Jošida
- Mark Huizinga
- Nicolas Gill